# Escola tomista de Barcelona
Escola tomista de Barcelona és un grup de filòsofs catalans de tendència neoescolàstica aplegats al voltant de la càtedra de metafísica de la Universitat de Barcelona que han ocupat ininterrompudament al llarg d'un segle. Com a grup catòlic té la particularitat d'haver estat dirigit gairebé sempre per laics. Han treballat sobretot en el problema filosòfic de l'analogia i la seva orientació ha consistit a restaurar el pensament de sant Tomàs d'Aquino, segons l'esperit del corrent conservador del neotomisme europeu.

## Orígens
El seu primer antecedent es troba en l'obra de Jaume Balmes, que pròpiament no era neotomista, sinó que heretava el sistema escolàstic dels jesuïtes de la Universitat de Cervera. El neotomisme accedí a la Universitat Barcelonesa amb Josep Daurella Rull (1864-1927), que fou primer professor a la Universitat de Madrid i prengué possessió de la Càtedra de Metafísica de Barcelona el 20 de gener de 1894. A l'època, el seu llibre Instituciones de Metafísica fou lectura obligatòria a la universitat durant molts anys. El 1896 pronuncià el discurs inaugural del curs acadèmic sobre La filosofía de Dante Alighieri.
El succeí a la universitat, Jaume Serra Hunter, catòlic moderat, espritualista però no integrista sinó d'idees republicanes, que va morir a l'exili a Mèxic. Amb la seva mort i amb l'exili de Josep Maria Capdevila, director del diari El Matí, el neotomisme retornà a mans dels conservadors, amb el jesuïta P. Ramon Orlandis i Despuig. A diferència de França i Itàlia, el neotomisme de Barcelona es lligà als sacerdots de la Companyia de Jesús en comptes dels de l'Orde de Predicadors. Segons Francisco Canals, Orlandis aconseguí ni més ni menys que: «Concebir la grandiosa visión del mundo que, fundamentada en la verdad revelada, recogía en síntesis unitaria las enseñanzas de San Ignacio y de Santo Tomás de Aquino, del P. Ramière y de Santa Teresita del niño Jesús».

## Neoescolàstica catalana en la postguerra
La neoescolàstica s'imposà a la universitat després de la Guerra Civil Espanyola amb caràcter obligatori després d'una depuració política del professorat. El dirigent falangista Juan Francico Yela guanyà el mateix any 1940 la Càtedra d'Introducció a la filosofia a la Universitat de Barcelona, tot i que només hi s'hi estigué un any. El personatge més significatiu en la nova situació fou Jaume Bofill i Bofill, format pel P. Orlandis i activista de l'Apostolat de l'Oració, associació de fidels dels «adoradors del Sagrat Cor de Jesús, d'origen francès, vinculada als jesuïtes, que aplegà un significatiu grup d'estudiants i de professionals catòlics laics preocupats per la «qüestió social». A partir de 1940 una part d'aquest grup s'organitzà com a Schola Cordis Iesu, a la Casa Provincial dels jesuïtes del carrer de Casp a Barcelona i des de l'any 1943, comptà amb la seva pròpia revista Cristiandad, dedicada a la difusió de nocions de filosofia i teologia neotomistes. El jesuïta Joan Roig i Gironella dirigí aquesta publicació fins a la seva mort.
Jaume Bofill, que ja era advocat, estudià filosofia a instàncies del P. Orlandis i es llicencià en la postguerra; l'any 1943 publicà, en el número 5 de la Revista de Filosofía del CSIC l'article «Autoridad, Jerarquía, Individuo» i més tard, conjuntament amb José María Vélez Cantarell (professor al Col·legi del Sagrat Cor de Jesús dels jesuïtes del carrer Casp de Barcelona), una Historia de la filosofía per al batxillerat. L'any 1951 guanyà la Càtedra de Metafísica a la Universitat de Barcelona. Tingué d'ajudant de càtedra a Manuel Sacristán, abans de la seva evolució vers el marxisme, i al futur nietzscheà Eugenio Trías Sagnier, fill d'un dels fundadors de la Falange a Barcelona.
Bofill morí relativament jove. Sempre havia tingut una certa simpatia pel sensualisme de l'Escola de filosofia de Barcelona, cosa que el convertí en un sospitós als ulls de la jerarquia catòlica de l'època. L'expulsió de la universitat de l'escolapi progressista Octavi Fullat permeté que l'integrisme recuperés sense dificultats la seva influència, amb l'ajut del sacerdot Ignacio de Alcorta, catedràtic d'ètica i sociologia a la Universitat de Barcelona, que en una estada anterior a la Universitat de La Laguna fins i tot havia prohibit els cursos d'esperanto considerant-los subversius.
Bofill fou substituït a la càtedra (1966) per l'integrista i carlí Francisco Canals Vidal, doctor en Dret, Filosofia i Teologia, també membre de la Schola Cordis Iesu i fins aleshores catedràtic a l'Institut de Batxillerat Jaume Balmes de Barcelona. Canals era contrari a qualsevol novetat en filosofia i fou simbòlicament «expulsat» de la Universitat de Barcelona per les seves idees i per la seva militància política en una nombrosa assemblea de més de 600 estudiants al març de 1971. L'afer implicà a l'aleshores jove estudiant de filosofia i seminarista del Bisbat de Girona Josep Maria Terricabras, que feu una defensa pública de Canals. Canals denuncià administrativament el professor Xavier Rubert de Ventós per «abandono de cátedra» quan en els mesos anteriors la mort de Franco hagué d'exiliar-se a París i fou expulsat de la Universitat de Barcelona. Des del punt de vista acadèmic, Canals és autor de Sobre la esencia del conocimiento, la seva obra principal dedicada a l'epistemologia, diverses obres menors sobre la teologia de la història, assajos sobre sant Tomàs i la seva filosofia, una antologia de textos de filosofia medieval i un estudi sobre sant Josep, que fou la seva tesi doctoral en teologia: San José: patriarca del pueblo de Dios (1993). A la jubilació de Canals, Eudald Forment guanyà la Càtedra de Metafísica del seu mestre a la Universitat de Barcelona.

## Deixebles de Francisco Canals
Canals tingué sempre un especial interés per tal que els seus deixebles ocupessin llocs a l'ensenyament públic i fou ell qui més insistí a definir el seu nucli com a Escola tomista de Barcelona. Segons la mateixa revista Cristiandad: «Entre (los) discípulos de Canals se encuentran los profesores universitarios José Maria Petit Sullá (1940-2007), José Maria Alsina, Antonio Prevosti, Margarita Mauri, Ignacio Guiu, José Maria Romero, Evaristo Palomar, Misericordia Anglés, Juan Martínez Porcell, Magdalena Bosch, Javier Echave-Sustaeta del Villar, José Manuel Moro, Antonio Amado y Eudaldo Forment. También los profesores de Filosofía: Santiago Fernández Burillo, Joan Garcia del Muro, Pau Giralt, Ignacio Azcoaga Bengoechea, Hug Banyeres, Enrique Martínez, Alex Verdés, Nuria Paredes, Teresa Signes, Fernando Melero, Gregorio Peña, Laura Casellas, Javier Barraicoa, Lluís Seguí Pons, Miguel Angel Belmonte y José Maria Montiu. També els historiadors s José Manuel Zubicoa i José Maria Mundet».
Un cas especial però que no es pot considerar estrictament dissident és del Grup d'Estudis Nacionals, inspirat per Raimon Galí i Herrera i dirigit posteriorment per Jordi Sales Coderch, professor a la Universitat de Barcelona i deixeble de Canals, que ha evolucionat de la neoescolàstica a la filosofia hermenèutica.

## L'Escola en l'actualitat
Existeixen tres nuclis de l'Escola Tomista de Barcelona: el primer és el que al llarg del segle xx es formà a la Universitat de Barcelona i que es concentra a l'antic departament de Filosofia Teorètica i Pràctica (actualment integrat dins l'únic departament de filosofia de la universitat); el segon se situa a la Universitat Abat Oliba de Barcelona, que ha absorbit aquells deixebles de Canals que no formen part del cos docent de la Universitat de Barcelona; el tercer és el que es manté a la Fundació Balmesiana de la Casa Sacerdotal de Barcelona –coneguda com la Balmesiana– d'ençà el trasllat de Schola Cordis Jesu de la Casa Provincial dels jesuïtes a les dependències de Balmesiana a mitjans del decenni de 1950. Igualment, Schola Cordis Jesu, Apostolat de l'Oració i la Fundació Ramon Orlandis ofereixen una estructura a l'Escola Tomista de Barcelona.